# Instituto Federal de Telecomunicaciones
El Instituto Federal de Telecomunicaciones (IFT o IFETEL, por sus siglas) (en q’eqchi: Rochochil li Xna’ li K´iila Puktesib´aal, en tseltal: Snaul jtsob a’telelil Sk’asesojibal k’op Ayejetik ta ch’ajantak’inetik, en mazateco: Ndo̱bo̱a̱ Xtitjón xi chji̱a̱ni ni xi tsꞌentsójó eén, en kiliwa: Pakutiy tuchatu te-e ñam pjkai, en chuj: Instituto Yik yajal k’en Alumel ab’ix) es una agencia pública que encargado de regular y supervisar las redes y la prestación de servicios de telecomunicaciones y radiodifusión en México, como parte de los órganos constitucionales autónomos de México. 
Para ello sus funciones incluyen otorgar y retirar concesiones para la operación de medios de comunicación (televisión, radio, telefonía, etcétera); garantizar la igualdad de condiciones para la competitividad de los concesionarios (esto apoyándose de la Cofece); resolver las controversias que surjan entre concesionarios, comercializadores y demás participantes de la industria de las telecomunicaciones; apoyar al presidente de la República cuando este disponga de la requisa, previo decreto de interés público, de toda la infraestructura en materia de telecomunicaciones; autorizar las tarifas de servicio de telecomunicaciones; imponer sanciones ante violaciones a los títulos de concesión de las compañías que intervengan en la industria; fijar los elementos técnicos y de calidad a los que se sujetaran todos los prestadores de servicios; supervisar el cumplimiento de la constitución, leyes y reglamentos federales de todo tipo, en la producción y ejecución de los contenidos; y en su caso dictar suspensiones temporales o definitivas.
Fue creado a partir de la reforma en telecomunicaciones de 2013 el 11 de junio de ese año y formalmente constituido el 10 de septiembre de 2013, con el nombramiento del primer Pleno.
El IFT también es la autoridad en materia de competencia económica de los sectores de radiodifusión y telecomunicaciones, por lo que en estos sectores, el instituto ejercerá en forma exclusiva las facultades que la ley establezca para la Comisión Federal de Competencia Económica.

## Historia

### Antecedentes
El 8 de agosto de 1996, el expresidente Ernesto Zedillo creó la Comisión Federal de Telecomunicaciones. Su primer presidente fue Carlos Casasús, quién junto con Jorge Lara Guerrero y Jorge Arreola Cavazos y Enrique Melrose, conformaron el primer Pleno de la Comisión.
La reciente Comisión, aún sin contar con instalaciones propias, comenzó sus funciones en la torre de la Secretaría de Comunicaciones y Transportes. A la salida de Casasús de la presidencia, el cargo lo tomó Javier Lozano Alarcón y posteriormente Jorge Nicolín.
En la administración del expresidente Vicente Fox, el Secretario de Comunicaciones y Transportes renovó por completo el Pleno de la Comisión, con lo cual, dicha instancia quedó conformada por Jorge Arredondo, en la presidencia, y como comisionados, Clara Luz Álvarez; Salma Jalife y Abel Hibert.
En 2006, Cofetel vivió un nuevo cambio de estafeta y el Pleno quedó constituido ya por cinco consejeros: los comisionados Ernesto Gil Elorduy, Eduardo Ruiz Vega, José Luis Peralta y Gerardo González Abarca; y como Presidente de Cofetel, Héctor Osuna Jaime. En 2008, González Abarca y Ruiz Vega cedieron su lugar a Rafael del Villar y a Gonzalo Martínez Pous, respectivamente.
Tras la renuncia de Osuna, el expresidente Felipe Calderón Hinojosa designó a Mony de Swaan Addati como comisionado el 7 de julio de 2010, durante la Séptima Sesión Ordinaria, el Pleno de la Comisión Federal de Telecomunicaciones eligió mediante votación libre y secreta, a De Swaan como presidente del organismo.
El 2 de junio de 2011, el expresidente Calderón Hinojosa designó, por conducto del Secretario de Comunicaciones y Transportes, Dionisio Pérez-Jácome, a Alexis Milo Caraza como comisionado de la Comisión Federal de Telecomunicaciones, en sustitución de Rafael del Villar, tras concluir su periodo.

### Fundación
El expresidente Enrique Peña Nieto propuso reformar la Ley Federal de Telecomunicaciones. El 11 de junio de 2013 se publicó en el Diario Oficial de la Federación (DOF) el Decreto por el que se reforman y adicionan diversas disposiciones de los artículos 6o., 7o., 27, 28, 73, 78, 94 y 105 de la Constitución Política de los Estados Unidos Mexicanos, en materia de telecomunicaciones, mediante el cual se creó al Instituto Federal de Telecomunicaciones como un órgano autónomo, con personalidad jurídica y patrimonio propio.
El 14 de julio de 2014 se publicó en el DOF el DECRETO por el que se expiden la Ley Federal de Telecomunicaciones y Radiodifusión, y la Ley del Sistema Público de Radiodifusión del Estado Mexicano; y se reforman, adicionan y derogan diversas disposiciones en materia de telecomunicaciones y radiodifusión, mismo que entró en vigor el 13 de agosto de 2014.
El 4 de septiembre de 2014 se publicó en el DOF el Estatuto Orgánico del Instituto Federal de Telecomunicaciones (Estatuto Orgánico), el cual entró en vigor el 26 de septiembre de 2014, y fue modificado mediante publicación en el mismo medio de difusión el 17 de octubre de 2014.

Con ello se permite el nacimiento de un órgano autónomo federal, que tendrá a su cargo la regulación, promoción y supervisión del uso, aprovechamiento y explotación del espectro radioeléctrico, las redes y la prestación de los servicios de radiodifusión y telecomunicaciones, así como del acceso a infraestructura activa, pasiva y otros insumos esenciales.

### Desaparición
En noviembre de 2024  en la Cámara de Diputados y el Senado de la Republica aprueban la desaparición a  los 7 órganos autónomos que incluye el Instituto Federal de Telecomunicaciones. Posteriormente, el 20 de diciembre de 2024, se publicó en el Diario Oficial de la Federación la reforma constitucional que prevé la extinción de varios órganos autónomos, incluyendo el IFT.
Sin embargo, la desaparición definitiva del IFT y la transferencia de sus funciones a la nueva Agencia de Transformación Digital y Telecomunicaciones (ATDT) (fundada el 1 de enero de 2025) están sujetas a la aprobación de leyes y reformas secundarias. 
Actualmente, el instituto sigue operando y emitiendo sus comunicados sobre sus actividades, como se puede ver en su sitio web, y aunque la reforma constitucional fue aprobada, el proceso de disolución y transferencia de funciones aún no se ha completado en su totalidad.

## Pleno del IFT
El Pleno del Instituto Federal de Telecomunicaciones se integra por siete comisionados, incluyendo un comisionado presidente. El proceso de nombramiento inicia con la emisión de una convocatoria pública para cubrir la vacante de comisionado por parte de un Comité de Evaluación, el cual estará integrado por los titulares del Banco de México, del Instituto Nacional de Estadística y Geografía y del Instituto Nacional para la Evaluación de la Educación. Este comité verificará el cumplimiento de los requisitos establecidos en la Constitución y posteriormente aplicará un examen de conocimientos. 
Una vez realizado el proceso anterior, el Comité de Evaluación enviará al Ejecutivo Federal la lista de aspirantes con calificaciones más altas, de entre los cuales, el presidente elegirá al candidato que enviará al Senado de la República para su ratificación mediante el voto aprobatorio de, por lo menos, las dos terceras partes de los miembros senado presentes en la sesión. Los comisionados durarán en su encargo nueve años.
De conformidad con el artículo 28 Constitucional, los comisionados deberán cumplir los siguientes requisitos:

I. Ser ciudadano mexicano por nacimiento y estar en pleno goce de sus derechos civiles y políticos;

II. Ser mayor de treinta y cinco años;
III. Gozar de buena reputación y no haber sido condenado por delito doloso que amerite pena de prisión por más de un año;
IV. Poseer título profesional;
V. Haberse desempeñado, cuando menos tres años, en forma destacada en actividades profesionales, de servicio público o académicas sustancialmente relacionadas con materias afines a las de competencia económica, radiodifusión o telecomunicaciones, según corresponda;
VI. Acreditar,los conocimientos técnicos necesarios para el ejercicio del cargo;
VII. No haber sido Secretario de Estado, Procurador General de la República, senador, diputado federal o local, Gobernador de algún Estado o Jefe de Gobierno del Distrito Federal, durante el año previo a su nombramiento, y
VIII. No haber ocupado, en los últimos tres años, ningún empleo, cargo o función directiva en las empresas de los concesionarios comerciales o privados o de las entidades a ellos relacionadas, sujetas a la regulación del Instituto.

El Presidente del Instituto será nombrado por la Cámara de Senadores de entre los comisionados, por el voto de las dos terceras partes de los miembros presentes, por un periodo de cuatro años, renovable por una sola ocasión. Cuando la designación recaiga en un comisionado que concluya su encargo antes de dicho periodo, desempeñará la presidencia sólo por el tiempo que falte para concluir su encargo como comisionado.

### Integración
A partir del 10 de septiembre del 2013, el Pleno del IFT se ha integrado de la siguiente manera:
| Comisionado | Comisionado                   | Inicio                   | Final                 | Propuesto por*              |
| --- | ----------------------------- | ------------------------ | --------------------- | --------------------------- |
| Comisionado | Luis Fernando Borjón Figueroa | 10 de septiembre de 2013 | 29 de febrero de 2016 | Enrique Peña Nieto          |
| Comisionado | Ernesto Estrada González      | 10 de septiembre de 2013 | 28 de febrero de 2017 | Enrique Peña Nieto          |
| Comisionada | Adriana Labardini Inzunza     | 10 de septiembre de 2013 | 28 de febrero de 2018 | Enrique Peña Nieto          |
| Comisionada | María Elena Estavillo Flores  | 10 de septiembre de 2013 | 28 de febrero de 2019 | Enrique Peña Nieto          |
| Comisionado Presidente (2013 - 2020) | Gabriel Contreras Saldívar    | 10 de septiembre de 2013 | 29 de febrero de 2020 | Enrique Peña Nieto          |
| Comisionado | Mario Germán Fromow Rangel    | 10 de septiembre de 2013 | 28 de febrero de 2021 | Enrique Peña Nieto          |
| Comisionado Presidente Interino (2020 - 2022) | Adolfo Cuevas Teja            | 10 de septiembre de 2013 | 28 de febrero de 2022 | Enrique Peña Nieto          |
| Comisionado Presidente Interino (2022 - ) | Javier Juárez Mojica          | 18 de octubre de 2016    | En el cargo           | Enrique Peña Nieto          |
| Comisionado | Arturo Robles Rovalo          | 25 de abril de 2017      | En el cargo           | Enrique Peña Nieto          |
| Comisionado | Sóstenes Díaz González        | 25 de abril de 2018      | En el cargo           | Enrique Peña Nieto          |
| Comisionado | Ramiro Camacho Castillo       | 1 de marzo de 2019       | En el cargo           | Andrés Manuel López Obrador |
| Vacante |                               |                          |                       | Andrés Manuel López Obrador |
| Vacante |                               |                          |                       | Andrés Manuel López Obrador |
| Vacante |                               |                          |                       | Andrés Manuel López Obrador |
| *Se refiere a la propuesta del Ejecutivo realizada por primera ocasión al cargo de comisionado, luego del proceso de evaluación y la ratificación del Senado. |                               |                          |                       |                             |

## Facultades
Entre las facultades que tiene el Instituto Federal de Telecomunicaciones se encuentran:
- Regular de forma asimétrica a los participantes en los mercados de radiodifusión y telecomunicaciones con el objeto de eliminar eficazmente las barreras a la competencia y la libre concurrencia.
- Imponer límites a la concentración nacional y regional de frecuencias, al concesionamiento y a la propiedad cruzada que controle varios medios de comunicación que sean concesionarios de radiodifusión y telecomunicaciones que sirvan a un mismo mercado o zona de cobertura geográfica, y ordenará la desincorporación de activos, derechos o partes necesarias para asegurar el cumplimiento de estos límites.
- Otorgar, revocar y/o autorizar cesiones o cambios de control accionario, titularidad u operación de sociedades relacionadas con concesiones en materia de radiodifusión y telecomunicaciones.
- Fijar el monto de las contraprestaciones por el otorgamiento de las concesiones, así como por la autorización de servicios vinculados a estas, previa opinión de la autoridad hacendaria.
- Llevar un registro público de concesiones de radiodifusión y telecomunicaciones.

## Derechos de los usuarios de los servicios de telecomunicaciones
Los derechos de los usuarios de los servicios de telecomunicaciones se encuentran contemplados en la Ley Federal de Telecomunicaciones y Radiodifusión (Título Noveno y cualquier otro que derive de la interpretación de la Ley), la Ley Federal de Protección al Consumidor y la NOM-184-SCFI-2012. El 6 de julio de 2015 se publicó en el Diario Oficial de la Federación, la Carta de los Derechos Mínimos de los Usuarios de Telecomunicaciones, que enlista (sin limitar) y sintetiza algunos de los derechos que tienen los usuarios. Algunos de estos derechos son la libertad de elección, portabilidad numérica de proveedor, desbloqueo de equipos,penas convencionales proporcionales y recíprocas, entre otros.

## Trámites y servicios
Entre los trámites y servicios que efectúa el instituto, se encuentran los siguientes:
- Servicios de valor agregado
- Comunicación vía satélite
- Radio y televisión
- Televisión y audio restringidos
- Licitaciones de bandas de frecuencias
- Registro de tarifas

### Radioaficionados

#### Radioaficionados
Los radioaficionados son personas interesadas en la radiotecnia, con capacidad según su clasificación, para instalar y operar estaciones radioeléctricas del servicio de aficionados, con carácter exclusivamente personal y sin fines de lucro. La agrupación de radioaficionados, pueden conformar un «Radio Club», el cual, tiene como propósito la práctica del servicio de aficionados organizados y sin fines de lucro. Esta práctica es experimental, de ciencia incipiente. 
Desde 1981, se celebra el "Día mundial del radioaficionado" los días 18 de abril,
Título habilitante en México
Anteriormente se le conocía a este trámite como «Certificación de Aptitudes», a partir de la Ley Federal de Telecomunicaciones y Radiodifusión (LFTR), el título habilitante para esta actividad es la «Concesión para usar y aprovechar bandas de frecuencias del espectro radioeléctrico para uso privado» y al igual que los demás títulos habilitantes es otorgado por el Instituto Federal de Telecomunicaciones. Si bien es cierto que la concesión de espectro radioeléctrico para uso privado se encuentra sujeto a licitación, el que se otorga para uso de radioaficionados encuadra en la excepción contemplada en el artículo 82 de la LFTR, es decir, se otorga directamente sujeto a disponibilidad y por una vigencia de hasta cinco años prorrogables.

#### Radioperadores
Son las personas con capacidad técnica para el manejo de estaciones radioeléctricas civiles, según a categoría, tiene conocimientos particulares relacionados con los procedimientos de comunicación y con la seguridad de la vida humana en la navegación aérea y marítima, dando curso preferentemente a los mensajes o avisos relativos a embarcaciones y aeronaves que solicitan auxilio, a los mensajes de cualquier autoridad que se relacionan con la seguridad y defensa del territorio nacional, a la conservación del orden o cualquier calamidad pública.

## Críticas
La aparición del Instituto Federal de Telecomunicaciones ha generado una serie de expectativas, como lo es su naturaleza autónoma, la forma en que se designa a sus comisionados, la facultad de dicho ente para otorgar y revocar concesiones, que antes tenía el Presidente, así como su posición frente a dos empresas dominantes en el mercado nacional de las telecomunicaciones, Televisa y Telmex.
Es así como el 6 de marzo de 2014, el Pleno del Instituto determinó los Agentes Económicos Preponderantes en los sectores de radiodifusión y de telecomunicaciones, imponiendo una serie de medidas para evitar que se afectara la competencia y la libre concurrencia.
En el rubro de telecomunicaciones, a través del Acuerdo P/IFT/EXT/060314/76 emitió la resolución mediante el cual determinó al grupo de interés económico del que forman parte Telmex/Telnor, Telcel, América Móvil, Grupo Carso y Grupo Inbursa, como Agentes Económicos Preponderantes. El banco, a pesar de pertenecer a los servicios financieros; fue declarado Agente Económico Preponderante por su participación en Telmex y Telcel.
De igual forma, en el sector de radiodifusión, determinó como grupo de interés económico, al Grupo Televisa S. A. B. y diversas empresas relacionadas, como Agentes Económicos Preponderantes.
Sin embargo a consideración de algunos políticos, entre ellos el senador Javier Corral considera que las medidas impuestas, son las correctas para el sector de telecomunicaciones, pero no para el sector de radiodifusión, los cuales, las medidas impuestas a estas, son «irrelevantes», incurriendo en contradicciones a lo establecido en la reforma constitucional.
Refiere que la preponderancia fue definida por sectores (telecomunicaciones/radiodifusión), cuando la Constitución habla de servicios, que son, radio, televisión, telefonía móvil, telefonía fija, internet, televisión de paga; servicios que resultan en mercados; señalándose como criterios para declarar esa preponderancia una participación mayor hacia el 50 % de participación directa o indirecta en esos mercados, medida por número de usuarios, suscriptores, audiencia, tráfico y capacidad de red. Lo anterior hecho, para proteger a Televisa, de no ser declarado preponderante en el sector de televisión de paga, donde tiene el 61 % de los suscriptores.

### Controversias legales
Entre algunas de las controversias que ha dirimido el Instituto, se encuentran las siguientes:

### Televisa-TV Azteca vs Dish
Desde el año 2008, surgió Dish México como nueva opción comercial para sintonizar televisión satelital. Sin embargo, empezaron una serie de conflictos sobre la situación legal de los canales de televisión nacional: Televisa argumentaba comprar los canales abiertos en paquete en conjunto a los restringidos creados por Televisa Networks; al igual que TV Azteca. Dish México no compró ningún paquete de canales abiertos, argumentando falta de espacio para instalarlos. El conflicto duró seis años; hasta que la reforma en telecomunicaciones determinó lo siguiente:
- Las Estrellas, Canal 5, Azteca 7 y Azteca 13 tenían cobertura nacional propia más allá del 50 %; por lo que sus señales no podían ser condicionados a su solicitud.
- Los elementos declarados agente económico preponderante no podrán acceder a la regla de gratuidad; e incluso no podrán recuperarlo como costo adicional.
- El acuerdo terminaría cuando existiera condiciones de competencia en la televisión restringida; el cual se acordaría el precio. El instituto determinaría el precio si no existiera consenso.

La reforma constitucional incorporó las figuras de must-carry-must offer, que consiste en la obligación de los proveedores de «televisión de paga» de retransmitir las señales de la «TV abierta» y estos últimos, a poner a disposición dicha señal, de manera gratuita. Lo que implicó que la empresa Dish lo hiciera en agosto de 2013; generando con ello quejas de Televisa y TV Azteca, aduciendo estas que aún no existía reglamentación de la retransmisión, así como también violaciones a las leyes de derecho de autor. El asunto se discutió en el pleno del Instituto pero no pudo haber pronunciamiento, debido a la acción de Televisa que otorgó un Juez 32 de lo Civil en el Distrito Federal, mediante el cual, no reconoció la competencia del Instituto para conocer de dicho asunto.
A consecuencia de lo anterior, el presidente de la República anunció la interposición de una controversia constitucional ante la Suprema Corte, para reafirmar las facultades de regulación del Ifetel, en el tema de must carry - must offer, luego de que este lo solicitara. En la actualidad, Dish México retransmite los cuatro canales tomando como base un modelo de señal utilizado por los sistemas de televisión por cable.